# عزباء محترفة
عزباء محترفة (بالصينية: 我凭本事单身) هو مسلسل درامي تلفزيوني صيني عُرض في عام 2020. تم بث المسلسل في أكتوبر 2020 ويتكون من 24 حلقة.

## ملخص القصة
يوان تشيان (آيرين سونغ) وتشين شين (آرون دينغ) هما طالبان في نفس قسم الفنون، وكلاهما لا يرغبان في الدخول في علاقة عاطفية. يفضلان البقاء عازبين ولم يسبق لأي منهما أن دخل في علاقة من قبل. تشين شين شاب وسيم وذكي وله العديد من المعجبات، بينما يوان تشيان ليست بارزة كثيرًا في الجامعة، لكنها فتاة مرحة وقوية، وتملك الشجاعة لمواجهة الظلم.
في البداية، لم يكن هناك أي مشاعر بينهما، ولكن مع مرور الوقت وقضائهما وقتًا أطول معًا، بدآ يشعران بالإعجاب تجاه بعضهما، لكن كل منهما كان يخجل من الاعتراف بذلك. ثم يظهر سونغ سي يي (وانغ رونزي)، صديق يوان تشيان منذ الطفولة، والذي كان يحبها منذ ذلك الحين. من جهة أخرى، هناك لينغ وي (هونغ شانشان) التي تكن مشاعر لتشين شين، لكنه لم يكن يبادلها أي اهتمام، بل كان يتصرف ببرود تجاهها.